# Pau-d'alho
Gallesia integrifolia, vulgarmente conhecido como pau-d'alho, guararema, gurarema, guarema, pau-de-mau-cheiro e ubaeté, é uma árvore da família das fitolacáceas, nativa do Brasil e do Peru. Possui casca rugosa, flores alvo-cremes e glândulas produtoras de essência com aroma semelhante ao do alho.

## Etimologia
"Pau-d'alho" e "pau-de-mau-cheiro" são referências a seu característico odor aliáceo. Assim como "guararema", "gurarema" e "guarema", que se originaram do tupi gwra'rema, "madeira malcheirosa".